# 吉田村 (岐阜県恵那郡)
吉田村（よしだむら）は、かつて岐阜県恵那郡にあった村である。現在の恵那市の南西部、かつての恵那郡明智町の西部に該当する。
明智川（矢作川支流）の支流、吉田川沿いの村であった。南は愛知県に接する。
村名は、前身となった村（吉良見・大田）から一文字ずつとった合成地名である。

## 大字・字
- 大字:大田
- 字:山口、瀧下、牛ケ鼻、略田、木の下、神田前、櫻木、大水口、仲田、下田、廣平、鈴ケ口、松平、薮下、かいつけ、丸川、井の下、新地、山脇、小平澤、水神の木、大井、はなた、山畑、鼠差、なめ入、吉原、白坂、根崎、丸山、平山、大渚、木の本、馬場、狐洞、駒ケ淵
- 大字:吉良見
- 字:平、平垣外、横山、矢伏、松の木、神の木、中畑、矢請、萱掛、秋田、葭原、船ケ洞、縁ケ入、西の洞、西山
- 大字:大泉
- 字:立野、中沼、吉原、井戸洞、葛ケ澤、三斗蒔、瀧上、下矢、蔵、細田、六斗蒔、他の平、藤塚、細、大澤
- 大字:阿妻
- 字:柿の木平、丸草、月の平、坂下、岡田、川田、宮の前、かいと、こおれ、溝合、丸山、とまり、岩畑、中河原、前澤、細久保

## 歴史
- 平安時代末期から戦国時代末期まで、美濃国恵那郡遠山荘の一部。岩村城を本拠地とする地頭遠山氏の分家である明知遠山氏の領地。
- 江戸時代この地域は江戸幕府の旗本の明知遠山氏の領地。
- 1897年（明治30年）4月1日 - 阿妻村、大田村、吉良見村、大泉村が合併し、吉田村となる。
- 1955年（昭和30年）10月5日 - 恵那郡明智町に編入される。

### 編入の経緯
- 昭和の大合併において、明知町、静波村、吉田村の3村で合併促進協議会が発足したが、1954年に吉田村が脱会する。これは村内での調整が上手くいかなかったのが原因である。吉田村西部の吉良見地区は恵那郡陶町との繋がりが深いため、瑞浪市への編入を希望し、南部の阿妻地区は愛知県との繋がりが深く、愛知県西加茂郡小原村への越県編入を希望したためであった。
- 最終的には県が説得し、恵那郡明智町に編入された。

## 公共交通
- 国鉄バス 中馬線

## 教育
- 吉田村立吉田小中学校（恵那市立吉田小学校は2014年3月閉校[1]）併設の吉田中学校は1972年に廃校。
- 吉田村立吉田小中学校阿妻分校（1963年閉校）

## 神社・仏閣
- 猿投神社